# Friedrich Habermaas
Jakob Friedrich Cunrad Habermaas (* 10. September 1795 in Illingen (Württemberg); † 7. August 1841 in Ulm) war ein württembergischer Jurist und Politiker.

## Leben
Als einziger Sohn des Ökonomen und Schultheiß von Illingen Jakob Ernst Friedrich Habermaas (1773–1795) und seiner Frau Sophie, geb. Conrad (1776–1830) geboren, studierte Habermaas Rechtswissenschaften in Tübingen. Während seines Studiums wurde er Mitglied des Corps Württembergia und 1816 der Alten Tübinger Burschenschaft Arminia. An den Befreiungskriegen nahm er 1813/14 als Freiwilliger teil. Er wurde zum Dr. iur. promoviert und 1824 Assessor am Gerichtshof für den Jagstkreis in Ellwangen. Nachdem er 1828 Oberamtsrichter in Gerabronn mit Sitz in Langenburg geworden war, ging er 1829 nach Tübingen und wurde 1835 Oberjustizrat am Gerichtshof für den Donaukreis in Ulm. Von 1826 bis 1831 war er Abgeordneter im Württembergischen Landtag.